# 케숀 월컷
케숀 월컷(영어: Keshorn Walcott, 1993년 4월 2일~)은 트리니다드 토바고의 육상 선수로 주 종목은 창던지기이다. 2012년 하계 올림픽 남자 창던지기 종목에서 금메달을 획득하여 트리니다드 토바고 역사상 두번째 올림픽 금메달리스트가 되었다.

## 경력
트리니다드섬의 토코에서 태어났다. CARIFTA 경기 대회에서 창던지기 20세 미만 경기 3회 우승한 월컷은 2012년 북중미 및 카리브해 주니어 신기록을 세웠다. 2012년 5월 27일 아바나에서 80.11m를 기록하여 개인 기록을 갱신했다.
2012년 7월에 스페인 바르셀로나에서 열린 2012년 세계 주니어 선수권 대회에서 아르헨티나의 브라이안 톨레도와 남아프리카 공화국의 모르네 몰만를 누르고 금메달을 획득했고 8월 런던에서 열린 2012년 하계 올림픽에서 84.58m를 기록하여 핀란드의 안티 루스카넨과 체코의 비테슬라프 베셀리를 꺾고 금메달을 획득하였다. 이로 인해 최연소 올림픽 창던지기 우승 선수가 되었으며 1952년 올림픽에서 우승한 미국의 창던지기 선수인 사이 영 이후로 두 번째로 창던지기를 우승한 비유럽인 선수가 되었다. 또한 그의 금메달은 트리니다드 토바고 선수단이 36년 만에 획득한 역대 2번째 올림픽 금메달이다.
2015년 7월 캐나다 토론토에서 열린 2015년 팬아메리칸 게임에 참가하여 83.27m의 기록으로 미국의 라일리 돌잘과 브라질의 줄리우 세자르 지 올리베이라를 누르고 금메달을 획득했으며, 2016년 리우데자네이루에서 열린 2016년 하계 올림픽에서 85.38m의 기록으로 독일의 토마스 뢸러와 케냐의 줄리어스 예고의 뒤를 이어 동메달을 획득했다.
2019년 페루 리마에서 열린 2019년 팬아메리칸 게임에서 83.55m의 기록으로 그레나다의 앤더슨 피터슨의 뒤를 이어 은메달을 획득했다. 2021년에는 일본 도쿄에서 열린 2020년 하계 올림픽에 참가하여 79.33m의 기록으로 예선 16위에 오르며 결선 진출에 실패했다.

## 수상

### 훈장
- 트리니다드 토바고 공화국 훈장(2012년)